# ESPN na ABC
ESPN on ABC (anteriormente conhecida como ABC Sports de 1961 a 2006) é a marca utilizada para eventos esportivos e programação de documentários transmitidos pela American Broadcasting Company (ABC) nos Estados Unidos. Oficialmente, a rede de transmissãomantém sua própria divisão esportiva; no entanto, em 2006, a divisão esportiva da ABC foi incorporada pela ESPN Inc., que é a subsidiária controladora da rede de esportes a cabo ESPN. A ESPN é de propriedade majoritária da controladora corporativa da ABC, The Walt Disney Company, em parceria com a Hearst Communications.
As transmissões da ABC utilizam a equipe de produção e os locutores da ESPN, incorporando elementos como gráficos na tela com a marca ESPN, atualizações no jogo do SportsCenter e o ticker BottomLine. O logotipo da ABC ainda é empregado para fins de identificação, aparecendo como um gráfico digital na tela durante as transmissões esportivas na rede e em promoções, distinguindo os eventos transmitidos pela ABC daqueles exibidos no canal a cabo ESPN.
A cobertura de eventos esportivos pela rede de transmissão era anteriormente identificada pela marca ABC Sports até 2 de setembro de 2006. Quando a ABC adquiriu o controle acionário da ESPN em 1984, operava a rede a cabo de forma independente de sua divisão esportiva na rede. A integração da ABC Sports com a ESPN começou após a aquisição da ABC pela The Walt Disney Company  em 1996. A mudança para a marca ESPN na ABC foi realizada para melhor orientar os telespectadores da ESPN durante as transmissões de eventos na ABC e para proporcionar uma identidade consistente em todas as transmissões esportivas nos canais de propriedade da Disney (posteriormente, os gráficos dos jogos da ESPN2 também foram ajustados para usar exclusivamente a marca principal "ESPN"). Apesar do nome, a cobertura esportiva da ABC complementa a programação da ESPN e geralmente não consiste em transmissões simultânea dos programas transmitidos pela rede, exceto em ocasiões específicas.

## História

### Décadas de 1960 e 1970: Pré-Disney/ESPN
Assim como seus concorrentes de longa data CBS Sports e NBC Sports, a ABC Sports fazia originalmente parte da divisão de notícias da rede ABC e, depois de 1961, foi desmembrada em sua própria divisão independente.
Quando Roone Arledge ingressou na ABC Sports como produtor de jogos de futebol da NCAA em 1960, a rede enfrentava uma crise financeira. O Comitê Olímpico Internacional chegou a exigir que um banco garantisse o contrato da ABC para a transmissão das Olimpíadas de 1960. Nessa época, Edgar Scherick desempenhava efetivamente o papel de chefe na ABC Sports. Scherick juntou-se à incipiente rede de televisão ABC ao convencê-la a adquirir a Sports Programs, Inc., em troca da aquisição de ações da empresa pela rede. Ele fundou essa empresa após sair da CBS, quando a rede não o escolheu como chefe de sua unidade de programação esportiva, optando, em vez disso, por nomear o ex-agente de relações públicas do beisebol, William C. McPhail. Mesmo antes de a ABC Sports se tornar uma divisão formal da rede, Scherick e o chefe de programação da ABC, Tom Moore, fecharam muitos acordos de programação envolvendo os eventos esportivos americanos mais populares.
Embora Scherick não tenha inicialmente demonstrado interesse em "For Men Only", ele reconheceu o talento de Arledge. Arledge, por sua vez, percebeu que a ABC era a organização na qual ele desejava se envolver. A falta de uma estrutura organizacional formal ofereceria a ele a oportunidade de conquistar um papel de influência real à medida que a rede amadurecesse. Diante disso, Arledge assinou um contrato com Scherick como assistente de produção, e, ao longo do tempo, ele ascendeu eventualmente ao papel de produtor executivo em suas transmissões esportivas.
Vários meses antes de a ABC iniciar as transmissões dos jogos de futebol americano universitário da NCAA, Arledge enviou a Scherick um memorando notável, repleto de entusiasmo juvenil e conceitos de produção televisiva que desde então se tornaram fundamentais nas transmissões esportivas. As transmissões de eventos esportivos em rede costumavam ser simples, com foco no jogo em si. No memorando, Arledge não apenas propôs uma nova abordagem para transmitir o jogo aos fãs, mas também reconheceu que a televisão deveria trazer os fãs para o jogo. Além disso, ele teve a visão de entender que as transmissões precisavam atrair e prender a atenção tanto dos telespectadores femininos quanto dos masculinos. Em 17 de setembro de 1960, com apenas 29 anos, Arledge transformou sua visão em realidade com a primeira transmissão de futebol universitário da NCAA pela ABC em Birmingham, Alabama, entre o Alabama Crimson Tide e o Georgia Bulldogs, com a vitória do Alabama por 21-6.
Apesar dos avanços que trouxe para as transmissões de futebol universitário da NCAA, Scherick buscava uma programação esportiva de baixo orçamento, com direitos de transmissão acessíveis, capaz de atrair e manter uma audiência. Foi então que ele teve a ideia de transmitir eventos de atletismo patrocinados pela União Atlética Amadora. Embora os eventos de atletismo não fossem exatamente populares entre os americanos, Scherick percebeu que as pessoas compreendiam os jogos, o que poderia ser uma chave para atrair a atenção do público.

### Escândalo da revista Ring
Em 1976, o editor-chefe controverso do The Ring, Johnny Ort, falsificou registros de boxeadores selecionados para promovê-los, assegurando-lhes lutas lucrativas na rede de televisão americana ABC. Essa estratégia foi parte do Torneio do Campeonato dos Estados Unidos, orquestrado pelo promotor Don King, aproveitando o patriotismo em torno do Bicentenário dos Estados Unidos e o sucesso dos atletas americanos nas Olimpíadas de Verão de 1976.
O objetivo de King era derrotar os boxeadores não-americanos que detinham a maioria dos títulos mundiais abaixo da categoria dos pesos pesados. Para manter-se alinhado com o tema patriótico da promoção, King organizou eventos em locais considerados "patrióticos", como a Academia Naval dos Estados Unidos em Annapolis, Maryland, e até mesmo em um porta-aviões ancorado próximo a Pensacola, Flórida. Apesar dessas manipulações, o Ring Record Book de 1977 incluiu informações fictícias nos registros dos boxeadores em questão, e esses dados nunca foram removidos dos registros oficiais. Essas lutas controversas continuaram a ser listadas nas edições subsequentes do Ring Record Book.
O escândalo da revista Ring Record foi exposto pelo escritor de boxe Malcolm "Flash" Gordon e pelo funcionário da ABC Alex Wallau. Após apresentarem as evidências ao executivo da ABC, Roone Arledge, o Torneio do Campeonato dos Estados Unidos foi cancelado. Embora tenha sido enganado e manipulado por Don King, em 1977, a ABC nomeou Arledge como presidente da divisão de notícias da rede, que estava com baixa audiência na época, enquanto ele continuava a liderar a Divisão de Esportes. O escândalo da ABC Ring resultou na renúncia do comissário de boxe do estado de Nova York, James Farley Jr., cujo nome estava associado às lutas do campeonato. Farley Jr. era filho do ex-comissário atlético do estado de Nova York e ex-postmaster general James Aloysius Farley, falecido um ano antes do escândalo. Farley Jr., que havia aceitado acomodações fornecidas por King, acabou renunciando à Comissão Atlética do Estado de Nova York após pressões lideradas por David W. Burke, então secretário do governador Hugh Carey. Em agosto de 1977, Arledge anunciou a nomeação de David W. Burke como seu novo assistente administrativo, conferindo-lhe o título de vice-presidente. Burke, sem experiência prévia em televisão ou jornalismo, desempenhou um papel fundamental no desenvolvimento de programas, incluindo "This Week with David Brinkley" e "Nightline". Não foram apresentadas acusações formais de irregularidades contra Farley Jr. No ano seguinte, a Boxing Writers Association prestou homenagem a Farley Sr., pai de Farley Jr., dedicando a ele sua maior honraria, o "Prêmio James A. Farley", por sua honestidade e integridade no esporte do boxe.

### Décadas de 1980 e 1990: compra da Disney e integração da ESPN
As sementes da futura integração entre a ABC e a ESPN foram plantadas quando a ABC adquiriu o controle majoritário da ESPN da Getty Oil em 1984. Um ano depois, a Capital Cities Communications comprou a ABC por US$ 3,5 bilhões. Embora alguns locutores esportivos da ESPN, como John Saunders e Dick Vitale, tenham começado a aparecer em transmissões da ABC Sports e compartilhado conteúdo esportivo, especialmente relacionado à USFL (United States Football League), a ESPN e a ABC Sports continuaram a operar como entidades separadas.
Após a aquisição da Capital Cities/ABC pela The Walt Disney Company em 1996, a Disney iniciou um processo gradual de integração entre a ESPN e a ABC Sports. Personalidades proeminentes da ESPN, como Chris Berman, Mike Tirico e Brad Nessler, começaram a participar das transmissões da ABC Sports. Em 1998, a ESPN adotou o pacote gráfico e musical utilizado pela ABC Sports nas transmissões do Monday Night Football para os jogos do Sunday Night Football da rede. Durante esse período, os gráficos da ESPN também foram empregados nas transmissões de eventos de esportes a motor da ABC, incluindo competições da IndyCar e NASCAR.
Naquele mesmo ano, a ESPN assinou um contrato de cinco anos para transmitir jogos da National Hockey League (NHL), por meio do qual a rede a cabo basicamente comprou tempo na ABC para transmitir jogos selecionados da NHL na rede de transmissão. Isso foi observado nas tags de direitos autorais na conclusão das transmissões (ou seja, "O programa anterior foi pago pela ESPN, Inc." ). Mais tarde, a ESPN assinou um contrato de direitos televisivos semelhante com a National Basketball Association (NBA) em 2002, permitindo-lhe produzir e transmitir jogos da NBA na ABC sob um acordo semelhante de compra de tempo na rede de transmissão.

### 2000–2005: Integração contínua
Entre 2000 e 2002, vários programas da ABC Sports adotaram gráficos praticamente idênticos aos utilizados na ESPN. Uma exceção notável foi o Monday Night Football, que passou por uma mudança no pacote gráfico como parte da iniciativa do então novo produtor, Don Ohlmeyer, para injetar um novo vigor nas transmissões. Posteriormente, de 2002 a 2005, a ABC realizou mudanças nos pacotes gráficos a cada outono, enquanto os da ESPN permaneceram essencialmente consistentes.
Nesse ínterim, a Disney prosseguiu com a consolidação da estrutura corporativa da ESPN e da ABC Sports. Em 1996, Steve Bornstein assumiu o cargo de presidente da ESPN e da ABC Sports. Os departamentos de vendas, marketing e produção de ambas as divisões foram eventualmente integrados. Como resultado, a ESPN passou a utilizar algumas equipes de produção sindicalizadas em sua cobertura, seguindo a prática comum das redes de televisão, enquanto o pessoal não sindicalizado tornou-se bastante prevalente nas transmissões esportivas a cabo.

### 2006 – presente: O fim da ABC Sports e introdução da ESPN na ABC
Em agosto de 2006, foi anunciado que a ABC Sports seria completamente integrada à ESPN, incorporando os gráficos, a música e a equipe de produção utilizados pelo canal a cabo e suas propriedades de televisão relacionadas. A integração da marca não tem um impacto direto sobre qual canal, seja ESPN ou ABC, realiza um evento específico, pois isso geralmente é determinado por contratos com a liga ou organização relevante. Isso pode levar a situações confusas, em que alguns eventos são transmitidos com a marca ESPN durante a cobertura da ABC, mesmo que outro canal possua os direitos de transmissão a cabo. Um exemplo disso é o British Open, que foi transmitido pela TNT, detentora dos direitos de televisão a cabo de 2003 a 2009, enquanto a ABC cobria o torneio nos fins de semana. Além disso, de 2009 a 2018, a ABC compartilhou os direitos da IndyCar Series com a NBCSN. Os fãs da IndyCar que criticaram as transmissões da ABC usaram o apelido "Always Bad Coverage" de forma irônica para referir-se à qualidade das transmissões. Em contrapartida, a ESPN transmite jogos da Liga Principal de Beisebol, embora a ABC não possua esses direitos, já que a Fox é a detentora dos direitos de transmissão televisiva dos jogos da liga. No entanto, a ABC transmitiu jogos de pós-temporada da MLB em 2020 como parte da 2020 Wild Card Series, e também transmitiu o Sunday Night Baseball em 8 de agosto de 2021 entre o Chicago White Sox e o Chicago Cubs. Esta foi a primeira transmissão exclusiva de temporada regular da Liga Principal de Beisebol na ABC desde 1989.

#### Re-ênfase limitada na marca ABC desde 2015
Como a ESPN assinou novos contratos com várias conferências para produzir cobertura de futebol universitário, a rede começou a divulgar sua cobertura de conferências selecionadas às quais tem direitos. Essa marca foi vista pela primeira vez nas transmissões da SEC em 2011, que se tornou a "SEC on ESPN". As transmissões do ACC seguiram o exemplo em 2012, tornando-se o "ACC na ESPN". Apesar do fato de os jogos ACC também irem ao ar na ABC, os jogos permanecem marcados como "ACC na ESPN", independentemente da rede. Em 2016, um novo contrato trouxe a marca da conferência também para as transmissões da Big Ten, que vão ao ar na ESPN e na ABC. Enquanto os jogos Big Ten que vão ao ar nos canais a cabo ESPN são marcados como "Big Ten on ESPN", os jogos que vão ao ar na ABC agora são marcados como "Big Ten on ABC". No ano seguinte, em 2017, a Conferência Pac-12 começou a marcar seus jogos com o título "Pac-12 na ESPN". Embora o programa ainda faça parte oficialmente do ESPN College Football, o que se reflete quando o talento aparece na tela, o logotipo e a marca Big Ten on ABC são usados para introdução, IDs de programa e limpezas de replay. Esta é a primeira vez que um evento esportivo programado regularmente fora do National Spelling Bee carrega a marca ABC desde 2006.
Também a partir do horário nobre de sábado em 2017, a ação do jogo ao vivo da NBA não mostra mais a identificação da ESPN na tela. Anteriormente sob a ESPN na ABC (desde 2006-07), o logotipo da ESPN fazia parte do banner de pontuação, enquanto o logotipo da ABC flutuava separadamente no lado direito da tela, permanecendo na tela durante os replays. A versão do novo pacote gráfico 2016–17 usado na ABC substitui o logotipo da ESPN no banner de pontuação por várias estrelas, enquanto o logotipo da ABC (ainda constantemente na tela) ancora o lado direito do banner; no entanto, para a temporada 2017-18, o logotipo da ESPN foi reintroduzido em uma versão revisada do banner de pontuação com o logotipo da ABC ainda localizado à direita, começando com a temporada de futebol americano universitário de 2022, o logotipo da ESPN no ABC é mostrado em vez de apenas o Logotipo ABC. Além disso, as transições comerciais dos jogos ABC agora contêm o logotipo ABC. É a primeira vez que os jogos da NBA na ABC não têm identificação da ESPN durante a ação ao vivo desde as finais da NBA de 2006.

### Revitalização do esporte (2019-presente)
Antes de 2019, os únicos esportes consistentes na ABC eram o College Football e a NBA .

#### Beisebol
Em 2020, a ABC voltou mais uma vez à cobertura da MLB. Desta vez, fazia parte da cobertura da Wild Card Series da ESPN, que foi expandida devido à pandemia de COVID-19 (ESPN e ABC são ambas propriedade principal da The Walt Disney Company, e a Disney integrou a divisão ABC Sports com a ESPN em 2006) . A ABC exibiu três jogos da Wild Card Series como parte desta cobertura. Toda a cobertura usou principalmente ESPN ou ESPN na marca ABC . Em 2021, a ABC transmitiu seu primeiro jogo da temporada regular desde 1995, um jogo de Sunday Night Baseball em 8 de agosto entre o Chicago White Sox e o Chicago Cubs . Naquele mesmo ano, a ESPN e a Major League Baseball concordaram com uma extensão de contrato que incluía os direitos exclusivos para uma nova Wild Card Series. A ABC terá os direitos de transmitir jogos selecionados da Série, bem como os direitos de transmitir jogos selecionados da temporada regular da ESPN. ABC exibiu um jogo da 2022 Wild Card Series.

#### Basquetebol
Após um hiato de cinco anos, a ABC voltou a transmitir basquete universitário em 2019, com cinco jogos na rede, e continua fazendo isso desde então. Começando com o torneio de basquete feminino da Divisão I da NCAA de 2021, jogos selecionados de basquete universitário feminino também foram ao ar na ABC. Em dezembro de 2021, o primeiro jogo de basquete universitário feminino da temporada regular foi ao ar na ABC. Em 2023, a ABC transmitiu pela primeira vez a final do torneio de basquete feminino da Divisão I.
Em 2021, a ABC começou a transmitir a cobertura do draft da NBA . Em 2023, devido às disputas trabalhistas de Hollywood de 2023, a ESPN anunciou que a ABC iria transmitir uma série de jogos da NBA nas noites de quarta-feira durante janeiro de 2024 para a temporada 2023–24 da NBA .

#### tênis
Em 2022, como parte da renovação do contrato com o The Championships, Wimbledon, a ABC começou a transmitir jogos de fim de semana ao vivo na ABC. Em 2023, a ABC transmitiu pela primeira vez jogos de fim de semana do Aberto dos Estados Unidos .

#### Futebol
A ESPN começou a transmitir simultaneamente um jogo do NFL Wild Card Playoff na ABC a partir de 2016, marcando a primeira vez que a ABC teve um jogo da NFL desde o Super Bowl XL ; isso foi seguido mais tarde pelo Pro Bowl começando em 2018. Além disso, a ABC transmitiu simultaneamente a cobertura da ESPN das rodadas 4 a 7 do Draft da NFL de 2018 . Então, a partir de 2019, a ABC transmitiu todos os três dias do draft. Em 2020, a ABC transmitiu simultaneamente três jogos do Monday Night Football . Os primeiros jogos da temporada regular transmitidos nacionalmente na rede desde 2005. Em 2022, a ABC exibiu um jogo exclusivo. Em 2023, a ABC está programada para transmitir 4 jogos exclusivos.

#### Hóquei
Em 10 de março de 2021, a ESPN anunciou um novo acordo de transmissão de sete anos com a NHL, que incluía jogos na ESPN, ABC e ESPN+ começando na temporada 2021-22 . O primeiro jogo de volta da ABC contou com o New York Rangers e o Boston Bruins no confronto anual de Ação de Graças em 26 de novembro de 2021. Depois que a ABC transmitiu o 2022 NHL All-Star Game, a rede transmitiu um jogo semanal sob a marca ABC Hockey Saturday, que começou em 26 de fevereiro. O pacote foi ao ar principalmente nas tardes de sábado, com um jogo no horário nobre em 19 de março para acomodar a cobertura da tarde do torneio de basquete feminino da Divisão I da NCAA de 2022 . Todos os jogos transmitidos pela ABC são transmitidos simultaneamente pela ESPN+.
As finais da Stanley Cup de 2022 marcaram as primeiras a serem transmitidas na íntegra pela televisão aberta desde 1980, já que as finais desde então foram parcial ou exclusivamente transmitidas por cabo.

#### Futebol
Em 2019, a ABC exibiu a MLS Cup, sua primeira partida da Major League Soccer desde 2008. Durante a temporada de 2020 da Major League Soccer, a ABC voltou a transmitir jogos da temporada regular também. A ESPN não renovou seu contrato com a MLS após a temporada de 2021.
A ABC também transmitiu jogos da Bundesliga alemã, da La Liga espanhola e da seleção nacional feminina de futebol dos Estados Unidos .

#### UFC
Em 2021, a ABC transmitiu seu primeiro evento do UFC como parte do UFC on ABC: Holloway vs. Kattar em 16 de janeiro de 2021. Em 2023, a ABC exibiu o UFC no horário nobre pela primeira vez, quando exibiu as preliminares do UFC 276 em 2 de julho de 2022.

## ESPN, ABC Sports e Hearst
Apesar da mudança de marca, a ABC Sports continua a existir, pelo menos nominalmente, como uma divisão da rede ABC. Uma indicação disso foi a manutenção do título oficial de George Bodenheimer como "Presidente, ESPN Inc. e ABC Sports" mesmo após a mudança de marca - a segunda parte do título seria presumivelmente desnecessária se a ESPN tivesse absorvido totalmente as operações esportivas da ABC - embora após a aposentadoria de Bodenheimer e a subsequente nomeação de John Skipper no final de 2011, o título foi abreviado para "Presidente, ESPN Inc."  Além disso, a própria ABC mantém os direitos autorais sobre muitas das transmissões da marca ESPN, se elas não forem cedidas contratualmente à liga ou organizador aplicável, sugerindo que a ESPN apenas "emprestou" o uso de sua marca, equipe e infraestrutura para a ABC, em vez de adquirir a ABC Sports de uma vez. A ABC News Radio também continua a marcar suas atualizações esportivas curtas como ABC Sports Radio; este serviço é separado da rede ESPN Radio .

## Sifonando
ESPN e The Walt Disney Company foram criticadas por diminuir a quantidade de programação esportiva transmitida pela ABC. Várias afiliadas da ABC também expressaram oposição à crescente migração de transmissões de eventos esportivos ao vivo da ABC para a ESPN.
Um exemplo foi em relação às transmissões de corridas da NASCAR: de 2007 a 2009, a ABC transmitiu todas as corridas do Chase para a NASCAR Sprint Cup, junto com uma outra corrida. De 2010 a 2014, apenas três corridas da Sprint Cup e uma corrida Chase ( Charlotte ) foram exibidas na ABC, para indignação de muitos fãs e patrocinadores da NASCAR. Vários outros eventos, como os jogos Rose Bowl e Capital One Bowl do futebol universitário, e o torneio de golfe British Open também foram transferidos da ABC para a ESPN (embora o Capital One Bowl voltasse para a ABC em 2013). Isto, no entanto, não é inteiramente culpa da ESPN, uma vez que a ABC em geral atraiu um público principalmente feminino nos últimos anos, com os desportos a atrairem em grande parte um público dominado pelos homens – embora não exclusivo.

## Programas ao longo dos anos

### Atual
- NFL on ABC (1948–1950, 1952–1955, 1959, 1970–2005, 2015–present)[46][47][48]
  - Monday Night Football (self-produced; 1970–2005, select simulcast of ESPN's coverage; 2020–present,[49] select ABC exclusive games; 2022–present[50])
  - NFL Wild Card Playoff game (self-produced, two games; 1990–2005, simulcast of ESPN's coverage, one game; 2016–present)
  - NFL Divisional Playoff game (simulcast of ESPN's coverage; 2024–present)
  - Pro Bowl (self-produced; 1975–1987, 1995–2003; simulcast of ESPN's coverage; 2018–present)
  - NFL Draft (simulcast of ESPN's day 3 coverage, 2018–present; self-produced day 1 and 2 coverage, 2019–present)
  - NFL Scouting Combine (2019–present)
  - Back Together Saturday (simulcast of ESPN's coverage; 2021–present)
  - Super Bowl: (self-produced: XIX, XXII, XXV, XXIX, XXXIV, XXXVII, and XL; simulcast of ESPN's coverage: LXI, and LXV)
- NBA on ABC (1964–1973, 2002–present)
  - NBA Saturday Primetime (2015–present)
  - NBA Sunday Showcase (2003–present)
  - NBA Christmas Special (1967–1972, 2002–present)
  - NBA playoffs (1964–1973, 2003–present)
  - NBA Finals (1965–1973, 2003–present)
  - NBA draft (2021–present)
  - NBA In-Season Tournament championship game (2023–present)
- Major League Baseball on ABC (1948–1950, 1953–1954, 1960–1961, 1965, 1976–1989, 1994–1995, 2020–present)
  - Major League Baseball Wild Card Series (2020, 2022–present)[51]
- NHL on ABC (1993–1994, 2000–2004, 2021–present)
  - NHL Stadium Series (2023–present)
  - ABC Hockey Saturday (2022–present)
  - NHL All-Star Game (2000–2004; 2022–present)
  - Stanley Cup Playoffs (1993–1994; 2000–2004; 2023–present)
  - Stanley Cup Finals (2000–2004; 2022, 2024, 2026, 2028)
- Soccer on ABC
  - Bundesliga (2021–present)
  - La Liga (2021–present)
  - Supercopa de España (2023–present)
- ESPN College Football on ABC (1950, 1952, 1954-1956, 1960–present)
  - American, ACC, Big 12 and SEC
  - Saturday Night Football (2006–present)
  - VRBO Citrus Bowl (1987–2010, 2013–present)
  - Cricket Wireless Celebration Bowl (2015–2019, 2021–present)
  - Las Vegas Bowl (2001, 2013–2019, 2023–present)
  - LA Bowl (2021–present)
  - Music City Bowl (2022–present)
  - Cure Bowl (2023–present)
  - Birmingham Bowl (2023–present)
  - Armed Forces Bowl (2023–present)
  - Big 12 Championship Game (1996–2010, 2018–present)
  - ACC Championship Game (2005–2007, 2013–present)
  - AAC Championship Game (2015–present)
  - SEC Championship Game (1993–2000, 2024–present)
  - NCAA Division I Football Championship (1978–1981, 1983, 2020, 2021, 2023- present
- Little League World Series (1963–2019, 2021-present)
  - USA & International Championships
  - Saturday & Sunday mid bracket coverage
  - Little League Softball Championship Game (2023–present)
- X Games (1997–present)
  - World of X Games (2014–present)
- WNBA on ABC (2003–present)
  - WNBA All-Star Game
  - Select WNBA regular season games
  - WNBA Playoffs
  - Select Sunday games of the WNBA Finals
- Tennis on ESPN
  - Wimbledon (2012–present): condensed re-broadcasts of ESPN's coverage of Gentlemen's and Ladies' Singles finals
  - Live Wimbledon Middle Weekend  matches (2022–present)[52]
  - US Open: Arthur Ashe Kids Day, live coverage on Labor Day weekend (2023–present)
  - Australian Open (highlights 2022–present)
- Formula One (2018–2019; 2021–present) 
  - Monaco Grand Prix (re-broadcast annually; available live since 2023), Canadian Grand Prix, United States Grand Prix, Mexican Grand Prix, Miami Grand Prix (all coverage is simulcasted from Sky Sports F1)[53]
- UFC on ABC (ESPN+ simulcasts, 2021–present)
- ESPN College Basketball on ABC (Women’s) (2021–present)
  - NCAA Division I women's basketball tournament (2021–present)
  - National Championship Game (2023–present)
- NCAA Women's Gymnastics Championships (2021–present)
  - Regular Season 2022–present
- NCAA Division I softball tournament (2021–present)
- UFL (2024–present)
- Premier Lacrosse League (2022–present)
- Professional Pickleball Association- PPA Tour bubly Team Championships (2022–present)
- NCAA Division I women's volleyball tournament (National Championship Game 2023–present)

### Programação adicional
- Maratona de Nova York ( 2013 – presente): retransmissão condensada da cobertura da ESPN2; transmissão simultânea de cobertura ao vivo pela WABC-TV em Nova York
- Tournament of Roses Parade (1989-presente): produzido pela ABC Sports de 1989 a 2006 e pela ESPN desde 2007
- ESPY Awards ( 2015-2019 ; 2021 -presente)(retransmitido em 2020 já que a cobertura ao vivo foi na ESPN )
- Campeonato Nacional AKC (2021 presente)
- SportsCenter (2020-presente; transmissões ocasionais)
- Golfe - rodada final da Copa dos Campeões do Mundo (2023-presente)
- ESPN FC (transmissões ocasionais)

### Programas anteriores
- Major League Baseball on ABC
  - Major League Baseball Game of the Week (1953–1954, 1960–1965)
  - Monday Night Baseball (1976–1988, telecasts moved to Thursday for 1989)
  - Baseball Night in America (1994–1995) (co-production with NBC Sports and Major League Baseball)
  - Select Sunday Night Baseball game (2021)[54]
- NFL on ABC
  - Thursday Night Kickoff game (2003–2005)
  - NFL Honors (2022)
- College Football on ABC
  - Sugar Bowl (1953–1957, 1970–2006)
  - Rose Bowl Game (1989–2010)
  - Fiesta Bowl (1999–2006)
  - Orange Bowl (1962–1964, 1999–2006)
  - Gator Bowl (1965–1968, 1972–1985)
  - Aloha Bowl (1986–2000)
  - Army–Navy Game (1954, 1960–1961, 1966–1981, 1983, 1991–1995)
  - Peach Bowl (1989–1990)
  - Liberty Bowl (1966–1971, 1976–1980, 1995, 2011, 2017)
  - Pinstripe Bowl (2015)
  - Belk Bowl (2018)
  - Outback Bowl (2011–2012, 2017, 2021)
  - Boca Raton Bowl (2019)
  - Camping World Bowl (2019)
  - First Responder Bowl (2020)
  - Gasparilla Bowl (2020)
  - Independence Bowl (1990, 1991, 2014, 2021)
  - New México Bowl (2022)
  - Pac-12 Conference ending(2023 Season)
  - Pac-12 Football Championship Game (2019, 2021, 2023)
  - Big Ten Conference (2007–2022)
- NHL on ABC
  - NHL Thanksgiving Showdown (2021)
- PGA Tour on ABC (1962–2009)
  - The Open Championship (1962–2009)
  - PGA Championship (1966–1990)
  - U.S. Open (1966–1994)
  - Senior Open Championship (1990–2009)
  - LPGA Kraft Nabisco Championship (1991–2005)
  - Women's British Open (2001–2009)
  - CME Group Tour Championship, Final round (2015–2018)
  - Monday Night Golf (1999–2005)
- <i id="mwBAs">Olympics on ABC</i>
  - Winter Olympic Games (1964, 1968, 1976, 1980, 1984, 1988)
  - Summer Olympic Games (1968, 1972, 1976, 1984)
- <i id="mwBB0">Wide World of Sports</i> (1961–1998 as a series, weekend afternoon programming title 1998–2006)
- Thoroughbred Racing on ABC
  - Kentucky Derby (1975–2000)
  - Preakness Stakes (1977–2000)
  - Belmont Stakes (1986–2000, 2006–2010)
  - Breeders' Cup (2008–2011)
- Tennis on ESPN
  - BNP Paribas Open (2011–2012, 2019)
  - A highlight show on the Championships' rest day (2012-2021)
- American Football League (1960–1964)
- United States Football League (1983–1985)
- World League of American Football (1991–1992)
- Arena Football League on ESPN (1998–2002, 2007–2008)
- Continental Football League (1966–1969)
- XFL (2020; 2023)
- North American Soccer League (1979–1981)
- FIFA World Cup (1970, 1982, 1994, 1998, 2002, 2006, 2010, and 2014)
- FIFA Women's World Cup (1999, 2003 and 2011)
- Serie A 2021
- Indianapolis 500 (1965–2018)
- NASCAR on ABC (1961, 1971, 1975–1976, 1979–1982, 1984–2000, 2007–2014)
- Championship Auto Racing Teams (1983–2001, 2007)
- IndyCar Series on ABC (1996–2018)
- International Race of Champions (1974–1980, 1987–2003)
- American Le Mans Series (2008–2009, 2011–2013)
- Fight of the Week (1960–1964)
- Professional Bowlers Tour (1962–1997)
- <i id="mwBIs">The Superstars</i> (1973–1984, 1991–1994, 1998–2002)
- The American Sportsman (1965–1986)
- Scripps National Spelling Bee (2006–2010)
- ESPN Sports Saturday (2010–2015)
- Overwatch League (2019): Stage Semifinals & Finals
- UEFA European Championship (2008, 2012, 2016, 2021)[55]
- SheBelieves Cup (2022)
- UEFA Nations League (2020)
- FIFA World Cup qualification (2021)
- ESPN College Basketball on ABC (Men’s) (1962, 1973, 1978, 1987–2014, 2019–2022)
- MLS on ESPN (1996–2008, 2020–2022)[56]
  - MLS Cup (1996–2008, 2019, 2021)[57]

## Personalidades

### Atual

#### Jogo por jogo
- NBA na ABC - Mike Breen, Ryan Ruocco, Mark Jones, Dave Pasch, Beth Mowins
- Futebol de segunda à noite - Joe Buck, Chris Fowler
- WNBA na ESPN – Ryan Ruocco, Pam Ward
- ESPN College Football na ABC e Saturday Night Football - Chris Fowler, Rece Davis, Sean McDonough, Joe Tessitore, Bob Wischusen, Dave Pasch, Mark Jones, Dave Flemming, Roy Philpott, Anish Shroff, Tom Hart, Matt Barrie
- ESPN Major League Baseball na ABC - Karl Ravech, Jon Sciambi, Michael Kay
- NHL na ABC - Sean McDonough, Bob Wischusen, Mike Monaco
- Série Mundial da Liga Infantil - Karl Ravech, Mike Monaco
- Fórmula 1 - veja Sky Sports F1
- Bundesliga na ABC – Derek Rae
- La Liga na ABC - Ian Darke, Derek Rae, Rob Palmer
- ESPN College Basketball na ABC – veja a lista de personalidades do ESPN College Basketball
- Campeonato de Ginástica da NCAA na ABC - Bart Conner
- XFL na ABC - Tom Hart, Matt Barrie, John Schriffen, Lowell Galindo

#### Comentaristas de cores
- NBA na ABC - Doris Burke, Doc Rivers, JJ Redick, Richard Jefferson, Hubie Brown, Bob Myers, Steve Javie
- Futebol de segunda à noite - Troy Aikman, Louis Riddick, Dan Orlovsky, John Parry
- WNBA na ESPN - Rebecca Lobo, LaChina Robinson
- NHL na ABC - Ray Ferraro, AJ Mleczko, Dave Jackson
- ESPN College Football na ABC e Saturday Night Football - Kirk Herbstreit, Dan Orlovsky, Dusty Dvoracek, Greg McElroy, Robert Griffin III, Roddy Jones, Andre Ware, Brock Osweiler, Rod Gilmore, Jay Walker, Louis Riddick, Todd McShay, Matt Austin, Bill LeMonnier, John Parry
- ESPN Major League Baseball na ABC - Alex Rodriguez, Eduardo Pérez, David Cone
- Fórmula 1 - veja Sky Sports F1
- Bundesliga na ABC - Stewart Robson, Kasey Keller, Lutz Pfannenstiel
- La Liga na ABC - Steve McManaman, Stewart Robson, Kasey Keller
- ESPN College Basketball na ABC – veja a lista de personalidades do ESPN College Basketball
- Campeonato de Ginástica da NCAA na ABC - Kathy Johnson Clarke
- XFL na ABC - Greg McElroy, Cole Cubelic, Joey Galloway, Eric Mac Lain, Tom Luginbill, Harry Douglas, Sam Acho, Ian Fitzsimmons

#### Repórteres
- NBA na ABC - Lisa Salters, Israel Gutierrez, Jorge Sedano, Cassidy Hubbarth, Monica McNutt, Malika Andrews
- Futebol de segunda à noite - Lisa Salters, Laura Rutledge
- WNBA na ESPN - Holly Rowe, Ros Gold-Onwude
- ESPN College Football na ABC e Saturday Night Football - Holly Rowe, Molly McGrath, Kris Budden, Quint Kessenich, Tom Luginbill, Katie George, Paul Carcaterra, Taylor McGregor, Tiffany Blackmon, Harry Lyles Jr.
- Draft da NFL – Suzy Kolber
- Draft da NBA – Monica McNutt
- ESPN Major League Baseball na ABC - Buster Olney, Alden Gonzalez
- NHL na ABC - Emily Kaplan, Leah Hextall, Laura Rutledge, Kevin Weekes, Marty Smith
- Fórmula 1 - veja Sky Sports F1
- Bundesliga na ABC – Archie Rhind-Tutt
- La Liga no ABC – Alexis Nunes, Martin Ainstein
- ESPN College Basketball na ABC – veja a lista de personalidades do ESPN College Basketball
- XFL na ABC - Katie George, Stormy Buonantony, Taylor McGregor

#### Apresentadores de estúdio
- ESPN College Football na ABC e Saturday Night Football – Kevin Negandhi
- Contagem regressiva da NBA – Malika Andrews
- NHL na ABC - Steve Levy, John Buccigross, Arda Ocal
- Draft da NFL – Rece Davis
- Draft da NBA – Kevin Negandhi
- Futebol de segunda à noite - Scott Van Pelt, Sam Ponder
- Bundesliga na ABC – Kay Murray, Archie Rhind-Tutt
- La Liga na ABC – Dan Thomas, Kay Murray

#### Analistas de estúdio
- ESPN College Football na ABC e Saturday Night Football - Booger McFarland, Dan Mullen, Jesse Palmer
- Contagem regressiva da NBA - Stephen A. Smith, Michael Wilbon, Bob Myers, Adrian Wojnarowski
- Monday Night Football - Randy Moss, Adam Schefter, Booger McFarland, Tedy Bruschi, Rex Ryan, Robert Griffin III, Ryan Clark, Marcus Spears
- Draft da NFL - Kirk Herbstreit, Desmond Howard, David Pollack, Jesse Palmer, Mel Kiper Jr., Louis Riddick
- Draft da NBA – Chiney Ogwumike, Stephen A. Smith
- NHL na ABC - Mark Messier, PK Subban, AJ Mleczko
- Bundesliga na ABC - Jürgen Klinsmann, Jan Åge Fjørtoft, Craig Burley, Kasey Keller, Steve Cherundolo
- La Liga no ABC - Luis Garcia, Pablo Zabaleta, Alejandro Moreno, Kasey Keller

#### Apresentadores de estúdio
- Segunda à noite futebol
  - (era ABC) - Chris Berman, Brent Musburger, Frank Gifford
  - (transmissões simultâneas da ESPN; Wild Card/Pro Bowl) – Suzy Kolber
- Olimpíadas na ABC - Jim McKay, Chris Schenkel, Jim Lampley, Keith Jackson, Frank Gifford, Kathie Lee Gifford, Kathleen Sullivan, Donna de Varona
- Wide World of Sports - Jim McKay, Frank Gifford, Julie Moran, Robin Roberts, John Saunders, Becky Dixon
- NHL na ABC - Al Michaels, John Saunders, Chris Berman
- Série IndyCar na ABC - Jim McKay, Chris Schenkel, Al Michaels, Bob Jenkins, Paul Page, Brent Musburger, Lindsay Czarniak, Nicole Briscoe, Charlie Brockman, Dave Diles, Terry Gannon, Jackie Stewart, Keith Jackson
- NASCAR na ESPN – Brent Musburger, Nicole Briscoe
- NBA na ABC - Dan Patrick, John Saunders, Stuart Scott, Sage Steele, Hannah Storm, Michelle Beadle, Rachel Nichols, Maria Taylor, Mike Greenberg
- Draft da NFL – Robin Roberts
- ESPN College Football na ABC – Bud Palmer, Merle Harmon, Dave Diles, Warner Wolf, Andrea Kirby, Chris Schenkel, Jim Lampley, Jack Whitaker, Al Trautwig, Jim Hill, Roger Twibell, John Saunders
- MLS na ESPN – Adrian Healey, Sebastian Salazar
- Futebol Internacional na ABC - Mike Tirico, Bob Ley, Chris Fowler, Rece Davis, Kelly Cates, Brent Musburger, Jim McKay, Lynsey Hipgrave, Kay Murray

#### Analistas de estúdio
- Monday Night Football (transmissões simultâneas da ESPN; Wild Card/Pro Bowl) – Steve Young, Matt Hasselbeck
- NBA na ABC - Avery Johnson, Doug Collins, Steve Jones, George Karl, Paul Pierce, Scottie Pippen, Byron Scott, Bill Simmons, Tom Tolbert, Bill Walton, Chauncey Billups, Jay Williams, Jalen Rose
- Draft da NFL - Lee Corso, Daniel Jeremiah, Michael Irvin, Kurt Warner, Booger McFarland, Todd McShay
- NHL na ABC - Barry Melrose, John Davidson, Chris Chelios, Brian Boucher
- MLS na ESPN - Alejandro Moreno, Brian Dunseth, Herculez Gomez, Kasey Keller

#### Pessoal dos bastidores
- Chuck Howard
- Edgar J. Scherick
- Roberto Rigger
- Eleanor Sanger

## Presidentes

### ABC Esportes
- Roone Arledge (1968–1986)
- Dennis Swanson (1986–1996) [58]
- Steve Bornstein (1996–1999) [59]
- Howard Katz (1999–2003) [60]
- George Bodenheimer (2003–2006)

### ESPN
- Steve Bornstein (1996–1999)
- George Bodenheimer (1999–2012)
- João Capitão (2012–2017)
- James Pitaro (2018-presente)

## Competidores principais
- CBS Esportes
  - Rede esportiva CBS
- Fox Esportes
  - Raposa Esportes 1
  - Raposa Esportes 2
- NBC Esportes
  - EUA
  - Pavão
  - CNBC
- Esportes de descoberta da Warner Bros.
  - AT&amp;T SportsNet
- TUDN ( Univisão )
  - TUDN (rede de TV)
- Telemundo
  - Telemundo Esportes